# ويندوز سي إي 6.0
ويندوز سي إي 6.0  - هو نظام تشغيل صممته مايكروسوفت  لأجهزة الحواسيب الصغيرة جداً، والكمبيوترات المحمولة، فهو يدعم التقنيات اللاسلكية، وتوجد العديد من إصدارات ويندوز CE للاختيار منها. ويندوز سي إي 6.0 صدر في 1 نوفمبر 2006، ويتضمن جزئية شفرة المصدر.قالت شركة إنفيديا المصنعة لرقاقات العرض المشهورة ، أن نظام التشغيلي Windows_CE أفضل في الحواسيب النت التي تعمل على منصة إيه.آر.إم.
قالت الشركة أن نظام ويندوز سي إي يستهلك ذاكرة أقل و يحوي مجموعة جيدة من البرامج بعكس نظام جوجل أندرويد و جنو لينكس بشكل عام.
ويندور سي إي 6.0 غير مستخدمة حالياً من قبل بيئة ويندوز موبايل ; لكن هو بمثابة الأساس ل ZUNE HD.

## مميزات جديدة
- نقل بعض مكونات النظام (مثل نظام الملفات ، gwes ، مدير برنامج تشغيل الجهاز) إلى kernel space.
- جديد الذاكرة الظاهرية النموذجي. انخفاض 2GB هو الفضاء الظاهري العملية وخاصة في العملية. و2GB العليا هي المساحة الظاهري النواة.
- وقد تم رفع الحد إلى 32 عملية 32،768 العمليات.
- دعم لنظام ملفات مايكروسوفت exFAT المقبلة.
- Read-only دعم نظام الملفات UDF 2.5.
- عناصر جديدة لتمكين الأجهزة Cellcore لجعل القيام باتصالات البيانات بسهولة والشروع في المكالمات الصوتية من خلال الشبكات الخلوية.

## الميزات الجديدة المضمنة في ويندوز سى إي 6.0
- Silverlight
- Internet Explorer
- Flash Lite
- Touch and Gesture
- Connection Manager
- Microsoft Office and PDF Viewers
- Unified Kernel
- Security Features